# 谷精草科
谷精草科（拉丁語：Eriocaulaceae）包括10属约1,150-1,200种，分布在热带和亚热带地区，也有部分种类生长在温带地区，以美洲种类最多。中国只有1属约40种，分布在除西北外的全国各地，以南方最多。
本科植物多为多年生草本，也有部分为一年生，叶狭窄，丛生；小花，单性，辐射对称，雄花和雌花混生，风媒；果实为膜质蒴果。喜湿，一般生长在水分充足的土壤中，有部分种类为水草。
1981年的克朗奎斯特分类法单独分出一个单科谷精草目，1998年根据基因亲缘关系分类的APG 分类法将本科列入禾本目。

## 下级分类
本科包括以下属：
- Comanthera L.B.Sm.
- Ericaulon Lour., 1790
- 谷精草属 Eriocaulon L.
- Giliberta Cothenius, 1790
- Giuliettia 
  - Giuliettia minima (Silveira) Andrino, L. H. Rocha & Gonella, 2024[2]
- Leiothrix Ruhland
- 非洲谷精属 Mesanthemum Körn.
- 食蟲穀精屬 Paepalanthus Mart.
- Rondonanthus Herzog
- Sympachne Steud., 1841
- 南美谷精属 Syngonanthus Ruhland
- 太阳草属 Tonina ，为食蟲穀精屬 （Paepalanthus Mart.）的异名